# Mingo (Iowa)
Mingo es una ciudad ubicada en el condado de Jasper en el estado estadounidense de Iowa. En el Censo de 2010 tenía una población de 302 habitantes y una densidad poblacional de 191,78 personas por km².

## Geografía
Mingo se encuentra ubicada en las coordenadas 41°45′58″N 93°16′57″O / 41.76611, -93.28250. Según la Oficina del Censo de los Estados Unidos, Mingo tiene una superficie total de 1.57 km², de la cual 1.57 km² corresponden a tierra firme y (0%) 0 km² es agua.

## Demografía
Según el censo de 2010, había 302 personas residiendo en Mingo. La densidad de población era de 191,78 hab./km². De los 302 habitantes, Mingo estaba compuesto por el 97.68% blancos, el 0.66% eran afroamericanos, el 0% eran amerindios, el 0% eran asiáticos, el 0% eran isleños del Pacífico, el 0% eran de otras razas y el 1.66% pertenecían a dos o más razas. Del total de la población el 0.99% eran hispanos o latinos de cualquier raza.